# 张加洛
张加洛（1919年—2003年），男，山东掖县人，中华人民共和国军事人物，中国人民解放军少将，曾任中华人民共和国水利电力部政治部主任。